# Sân vận động Cleveland Browns
Sân vận động Cleveland Browns (tiếng Anh: Cleveland Browns Stadium) là một sân vận động đa năng nằm ở Cleveland, Ohio, Hoa Kỳ, chủ yếu được sử dụng cho bóng bầu dục Mỹ. Đây là sân nhà của Cleveland Browns của National Football League (NFL), và là địa điểm tổ chức các sự kiện khác như bóng bầu dục đại học và trung học, bóng đá và buổi hòa nhạc. Sân được khánh thành vào năm 1999 với tên gọi Sân vận động Cleveland Browns và đã được cải tạo trong hai giai đoạn vào đầu năm 2014 và 2015. Sức chứa ban đầu được liệt kê là 73.200 người, nhưng sau giai đoạn đầu tiên của dự án cải tạo vào năm 2014, sức chứa hiện tại là 67.431 chỗ ngồi. Sân vận động tọa lạc trên khu đất rộng 31 mẫu Anh (13 ha) giữa Hồ Erie và Cleveland Memorial Shoreway ở khu vực North Coast Harbor của trung tâm thành phố Cleveland, tiếp giáp với Trung tâm Khoa học Great Lakes và Đại sảnh Danh vọng Rock and Roll. Sân vận động Cleveland từng nằm trên địa điểm này từ năm 1931 đến năm 1996.